# Toute ma vie en prison
Pour plus de détails, voir Fiche technique et Distribution.
Toute ma vie en prison (In Prison My Whole Life) est un film documentaire britannique de 2007 réalisé par le Gallois Marc Evans et produit par Livia Firth, sorti le 23 novembre 2011 au cinéma en France par Lug Cinéma, et le 8 mai 2013 en DVD. Il a été sélectionné dans de nombreux festivals (dont Sundance, Rome, Londres). Le film enquête sur le cas de Mumia Abu-Jamal aux États-Unis en suivant le jeune William Francome, né il y a 25 ans le jour de l'arrestation d'Abu Jamal.

## Synopsis
Au moment même où William Francome nait, le 9 décembre 1981, un homme est arrêté pour le meurtre d’un policier de l’autre côté de l’Atlantique. Cet homme est noir, journaliste et ancien Black Panther. Il s’appelle Mumia Abu-Jamal.
Pendant que William grandit paisiblement dans la banlieue de Londres, Mumia devient peu à peu un des plus célèbres condamnés à mort américain.
En 2006, à 25 ans, William décide de partir sur les traces de celui qui a été en prison durant toute sa propre vie. Il va découvrir le passé incroyable du Philadelphie des années 1980 et dévoiler tout un pan oublié de l’histoire sociale et politique récente des États-Unis. Le film le suit dans ce parcours et l’accompagne d’images d’archives inédites et de nombreuses interviews de personnalités et intellectuels américains, de Noam Chomsky... à Snoop Dogg.

## Fiche technique
- Titre original : In Prison My Whole Life
- Titre français : Toute ma vie en prison, ou Toute ma vie (en prison)
- Réalisation : Marc Evans
- Scénario : William Francome
- Musique : Robert del Naja, Snoop Dogg
- Production : Livia Giuggioli Firth, Nick Goodwin Self, John Battsek, Domenico Procacci.
- Production déléguée : Colin Firth
- Durée: 95 min

## Distribution
- Noam Chomsky : Lui-même
- Angela Davis : Elle-même
- Mumia Abu-Jamal : Lui-même
- William Francome : Lui-même
- Mos Def : Lui-même
- Alice Walker : Elle-même
- Snoop Dogg : Lui-même

## Personnalités attachées
Outre le réalisateur Marc Evans, on note au générique la présence de Colin Firth en tant que producteur exécutif, de Robert Del Naja et Neil Davidge (de Massive Attack) à la musique, de Snoop Dogg aux chansons originales, ainsi que de nombreux intellectuels non interviewés mais conseillers sur le film, notamment Howard Zinn. Danielle Mitterrand a soutenu le film dès sa première diffusion en France.

## Festivals et prix
- Festival du film de Sundance - Compétition officielle
- Festival du film de Londres - Sélection officielle
- Festival du film de Rome - Sélection officielle
- Festival du film de Lyon - Sélection officielle
- Festival international du film de Seattle - Sélection officielle
- Festival international du film de Dublin - Sélection officielle
- Festival international du film des droits de l'homme de Paris
  - Prix des étudiants d’Île-de-France
  - Prix Planète
- Festival du film et forum international sur les droits humains de Genève
  - Prix du Meilleur Film
- 34e Festival du cinéma noir de Berlin
  - Prix du Meilleur Film